# Doug Moe
Douglas Edwin Moe, detto Doug (Brooklyn, 21 settembre 1938), è un ex cestista e allenatore di pallacanestro statunitense.
Ebbe una buona carriera come giocatore e un grande successo come capo-allenatore nella NBA, dove guidò tre diverse franchigie per un totale di 15 stagioni.
Si distinse da giovane nel campionato universitario statunitense, e dopo due stagioni nella Serie A italiana tornò negli Stati Uniti, dove fece un'ottima carriera nel campionato ABA non giocando mai in NBA. Iniziata la carriera di allenatore nel 1972 in qualità di assistant-coach dell'amico Larry Brown, nel 1976 diventò il capo allenatore dei San Antonio Spurs. Il suo nome è comunque legato alla panchina dei Denver Nuggets, con i quali rimase 10 stagioni.

## Carriera

### Giocatore

#### Campionati studenteschi
Dopo un solo anno giocato alla Erasmus Hall High School di Brooklyn, nel quartiere dove era nato e cresciuto, grazie alle buone prestazioni di fine stagione fu scelto dalla prestigiosa University of North Carolina, con la quale tra il 1958 e il 1961 partecipò al campionato della NCAA. Divenne uno dei punti di forza della squadra e fu inserito due volte nella NCAA All-America. Nel 1961, al secondo giro del Draft NBA, fu la 22ª scelta dei Chicago Packers, ma il suo coinvolgimento in uno scandalo gli precluse l'accesso alla massima lega americana.

#### Scandalo delle partite truccate
Nel 1960, gli era stato offerto di truccare le partite di North Carolina e Moe sostenne di aver rifiutato tale offerta, accettando però 75 dollari per le spese sostenute per andare all'appuntamento. Nell'estate del 1961 lo scandalo venne a galla e Moe fu prosciolto, ma il fatto di aver accettato del denaro e di non aver rivelato l'accaduto alle autorità gli pregiudicò la carriera. Fu espulso da North Carolina e messo al bando dall'NBA; i Chicago Packers dichiararono nullo il contratto che aveva già firmato e finì gli studi al piccolo Elon College, dove fece la sua prima esperienza come allenatore in seconda della squadra locale. Finiti gli studi e deluso per non poter entrare nel basket professionistico, lavorò per un periodo nelle assicurazioni ed espletò il servizio militare.

#### Campionato italiano
Nel 1965 furono aperte in Italia le frontiere della pallacanestro, consentendo alle squadre della massima serie di tesserare uno straniero. Fu così che Moe arrivò in Italia, dove giocò per due stagioni con il Petrarca Padova. Per la prima volta la polisportiva padovana investì nella squadra di basket, e insieme a Moe arrivò l'allenatore jugoslavo Aza Nikolić. Nel campionato 1965-1966, Moe divenne l'idolo dei tifosi trascinando la squadra al terzo posto, il miglior piazzamento di sempre del Petrarca. È stato in quella stagione il miglior marcatore della massima serie segnando 674 punti.

#### Campionato ABA

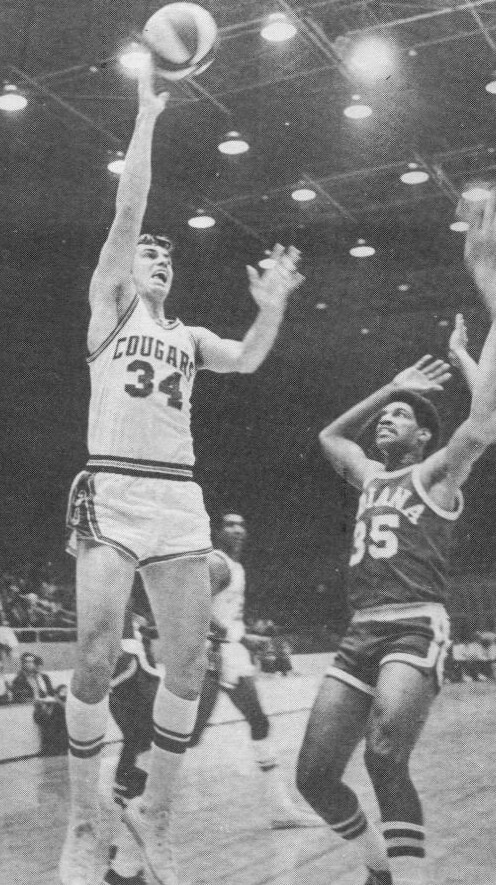
Moe al tiro con la maglia dei Carolina Cougars

A 29 anni Moe tornò in patria nella stagione 1967-1968 per vestire la maglia dei New Orleans Buccaneers, formazione del campionato ABA; fu il capocannoniere della lega con 1884 punti, e con il suo apporto i Buccaneers vinsero la Western Division, perdendo poi in finale contro i Pittsburgh Pipers; l'anno successivo riuscì a vincere il campionato con la maglia degli Oakland Oaks, giocò quindi per i Carolina Cougars e i Virginia Squires fino al 1972.
Prese parte per tre volte consecutive all'ABA All-Star Game nel 1968, 1969 e 1970.
Nel 1997 è stato inserito tra i 30 migliori giocatori della storia ABA nell'ABA All-Time Team.

### Allenatore
Chiusa nel 1972 la carriera agonistica, costellata da diversi infortuni alle ginocchia, intraprese quella di allenatore come assistente prima all'Elon College e poi ai Carolina Cougars della ABA. Il capo allenatore dei Cougars era Larry Brown, con il quale era grande amico ed aveva giocato insieme a North Carolina e nei Virginia Squires. Nel 1974 seguì Larry Brown ai Denver Nuggets, squadra che giocava nella ABA e che avrebbe in seguito segnato la sua carriera di coach. Il secondo anno la squadra arrivò alla finale del campionato, dove fu sconfitta dai New York Nets del grande Julius Erving.

#### NBA
Alla fine della stagione 1975-1976, la ABA fu assorbita dalla NBA e per la stagione 1976-1977 Moe divenne capo-allenatore dei San Antonio Spurs, provenienti dall'ABA e nelle cui file militava George Gervin. Accettò a fatica l'offerta grazie alle pressioni di Brown, dichiarando che sarebbe rimasto volentieri a Denver come suo secondo. Alla sua prima stagione, gli Spurs raggiunsero i play-off, dove furono eliminati al primo turno dai Boston Celtics, i campioni uscenti. Sotto la sua guida, nel 1978 raggiunsero la semifinale di Conference e l'anno dopo la finale. Di natura pigro, non fu benvoluto dal padrone della squadra, un agente di borsa che preferiva quelli che lavoravano duramente, e nel 1980 fu licenziato dopo un discreto inizio di campionato.

Da sinistra: il commissioner dell'NBA, Stern, il coach dei Denver Nuggets, Moe, il dirigente della FIBA, Stanković, e l'ala dei Nuggets, English, posano con il trofeo dei McDonald's Open 1989 a Roma.

Per la stagione 1980-1981 tornò ai Denver Nuggets, questa volta come capo-allenatore, dove rimase fino al 1990. I maggiori traguardi raggiunti a Denver in 10 stagioni furono la finale di Conference del 1985 e tre semifinali. Ad eccezione del primo anno, dove subentrò nel corso del campionato, per ben nove volte di fila la squadra raggiunse i play-off. Nel 1988 ricevette il Premio di allenatore dell'anno della NBA. La caratteristica dei Denver di Moe era il gioco d'attacco, dove veniva praticata in prevalenza la tecnica del corri e tira; in sei delle dieci stagioni sotto la guida di Moe, furono la squadra che segnò di più nell'intera NBA. Nella stagione del suo debutto in panchina, i Denver ebbero l'altissima media realizzativa di 126,5 punti a partita.
Nel 1992 iniziò la stagione sulla panchina dei Philadelphia 76ers, ma fu licenziato prima della fine del torneo. Chiuse la carriera come assistant coach sulla panchina dei Denver Nuggets dal 2005 al 2008.

## Statistiche

### Giocatore
Statistiche aggiornate al 1º gennaio 2009
| Stagione        | Squadra                  | Competizione | Partite | Partite | Partite | Statistiche tiro | Statistiche tiro | Statistiche tiro | Altre statistiche | Altre statistiche | Altre statistiche | Altre statistiche | Altre statistiche |
| Stagione        | Squadra                  | Competizione | Pres.   | Titol.  | Minuti  | Tiri da 2        | Tiri da 3        | Liberi           | Rimb.             | Assist            | Rubate            | Stopp.            | Punti             |
| --------------- | ------------------------ | ------------ | ------- | ------- | ------- | ---------------- | ---------------- | ---------------- | ----------------- | ----------------- | ----------------- | ----------------- | ----------------- |
| 1965-1966       | Petrarca Padova          | Serie A      | 22      |         |         |                  |                  |                  |                   |                   |                   |                   | 673               |
| 1966-1967       | Petrarca Padova          | Serie A      | 21      |         |         |                  |                  |                  |                   |                   |                   |                   | 545               |
| 1967-68         | New Orleans Buccaneers   | ABA          | 78      |         | 3113    | 665/1610         | 3/22             | 551/693          | 795               | 202               |                   |                   | 1884              |
| 1968-1969       | Oakland Oaks (1967-1969) | ABA          | 75      |         | 2528    | 529/1227         | 5/14             | 360/444          | 614               | 151               |                   |                   | 1423              |
| 1969-1970       | Carolina Cougars         | ABA          | 80      |         | 2671    | 535/1254         | 8/34             | 304/399          | 437               | 425               |                   |                   | 1382              |
| 1970-1971       | Virginia Squires         | ABA          | 78      |         | 2297    | 397/871          | 2/10             | 221/259          | 473               | 270               |                   |                   | 1017              |
| 1971-1972       | Virginia Squires         | ABA          | 67      |         | 1472    | 175/415          | 1/9              | 104/129          | 241               | 149               |                   |                   | 455               |
| Totale carriera |                          |              |         |         |         |                  |                  |                  |                   |                   |                   |                   |                   |

### ABA

#### Regular Season
| † | Denota una stagione in cui ha vinto il titolo ABA |

| Anno         | Squadra          | PG  | PT | MP   | TC%  | 3P%  | TL%  | RP   | AP  | PRP | SP | PP   |
| ------------ | ---------------- | --- | -- | ---- | ---- | ---- | ---- | ---- | --- | --- | -- | ---- |
| 1967-1968    | N.O. Buccaneers  | 78  |    | 39,9 | 41,3 | 13,6 | 79,5 | 10,2 | 2,6 |     |    | 24,2 |
| 1968-1969†   | Oakland Oaks     | 75  |    | 33,7 | 43,1 | 35,7 | 81,1 | 8,2  | 2,0 |     |    | 19,0 |
| 1969-1970    | Carolina Cougars | 80  |    | 33,4 | 42,7 | 23,5 | 76,2 | 5,5  | 5,3 |     |    | 17,3 |
| 1970-1971    | Virginia Squires | 78  |    | 29,4 | 45,6 | 20,0 | 85,3 | 6,1  | 3,5 |     |    | 13,0 |
| 1971-1972    | Virginia Squires | 67  |    | 22,0 | 42,2 | 11,1 | 80,6 | 3,6  | 2,2 |     |    | 6,8  |
| Carriera ABA | Carriera ABA     | 378 |    | 32,0 | 42,8 | 21,3 | 80,0 | 6,8  | 3,2 |     |    | 16,3 |

#### Massimi in carriera
Regular Season
- Massimo di punti: 45 vs Pittsburgh Pipers (31 ottobre 1969)
- Massimo di rimbalzi: 20 vs Kentucky Colonels (30 gennaio 1968)
- Massimo di assist: 16 vs Pittsburgh Pipers (28 novembre 1969)

#### Play-off
| Anno         | Squadra          | PG | PT | MP   | TC%  | 3P%  | TL%  | RP  | AP  | PRP | SP | PP   |
| ------------ | ---------------- | -- | -- | ---- | ---- | ---- | ---- | --- | --- | --- | -- | ---- |
| 1968         | N.O. Buccaneers  | 17 |    | 42,1 | 41,6 | 36,4 | 71,8 | 9,9 | 2,4 |     |    | 23,5 |
| 1969†        | Oakland Oaks     | 16 |    | 37,1 | 40,5 | 0,0  | 78,4 | 7,8 | 1,9 |     |    | 19,8 |
| 1970         | Carolina Cougars | 4  |    | 42,0 | 32,9 | 0,0  | 75,0 | 6,5 | 6,3 |     |    | 15,5 |
| 1971         | Virginia Squires | 12 |    | 35,1 | 50,8 | 33,3 | 75,6 | 4,8 | 3,1 |     |    | 17,7 |
| 1972         | Virginia Squires | 11 |    | 22,3 | 43,5 | 0,0  | 88,0 | 3,9 | 2,5 |     |    | 8,7  |
| Carriera ABA | Carriera ABA     | 60 |    | 35,7 | 42,5 | 21,7 | 75,7 | 7,0 | 2,7 |     |    | 18,1 |

#### Massimi in carriera
Play-off
- Massimo di punti: 31 vs Pittsburgh Pipers (27 aprile 1968)
- Massimo di rimbalzi: 16 vs Dallas Chaparrals (5 aprile 1968)
- Massimo di assist: 5 (2 volte)

### Allenatore
| Stagione | Squadra            | Regular Season | Regular Season | Regular Season | Regular Season | Regular Season         | Post Season                                                   |
| Stagione | Squadra            | V              | P              | % V            | G              | Posizione finale       | Post Season                                                   |
| -------- | ------------------ | -------------- | -------------- | -------------- | -------------- | ---------------------- | ------------------------------------------------------------- |
| 1976-77  | San Antonio Spurs  | 44             | 38             | 53,7           | 64             | 3º in Central Division | Sconfitto al primo round dai Celtics (0-2)                    |
| 1977-78  | San Antonio Spurs  | 52             | 30             | 63,4           | 82             | 1º in Central Division | Sconfitto alle Semifinali di Conference dai Bullets (2-4)     |
| 1978-79  | San Antonio Spurs  | 48             | 34             | 58,5           | 82             | 1º in Central Division | Sconfitto alle Finali di Conference dai Bullets (3-4)         |
| 1979-80  | San Antonio Spurs  | 33             | 33             | 50,0           | 66             | -                      | -                                                             |
| 1980-81  | Denver Nuggets     | 26             | 25             | 51,0           | 51             | 4º in Midwest Division | Manca i play-off                                              |
| 1981-82  | Denver Nuggets     | 46             | 36             | 56,1           | 82             | 2º in Midwest Division | Sconfitto al primo round dai Suns (1-2)                       |
| 1982-83  | Denver Nuggets     | 45             | 37             | 54,9           | 82             | 2º in Midwest Division | Sconfitto alle Semifinali di Conference dagli Spurs (1-4)     |
| 1983-84  | Denver Nuggets     | 38             | 44             | 46,3           | 82             | 3º in Midwest Division | Sconfitto al primo round dai Jazz (2-3)                       |
| 1984-85  | Denver Nuggets     | 52             | 30             | 63,4           | 82             | 1º in Midwest Division | Sconfitto alle Finali di Conference dagli Lakers (1-4)        |
| 1985-86  | Denver Nuggets     | 47             | 35             | 57,3           | 82             | 2º in Midwest Division | Sconfitto alle Semifinali di Conference dagli Rockets (2-4)   |
| 1986-87  | Denver Nuggets     | 37             | 45             | 45,1           | 82             | 4º in Midwest Division | Sconfitto al primo round dai Lakers (0-3)                     |
| 1987-88  | Denver Nuggets     | 54             | 28             | 65,9           | 82             | 1º in Midwest Division | Sconfitto alle Semifinali di Conference dagli Mavericks (2-4) |
| 1988-89  | Denver Nuggets     | 44             | 38             | 53,7           | 82             | 3º in Midwest Division | Sconfitto al primo round dagli Suns (0-3)                     |
| 1989-90  | Denver Nuggets     | 43             | 39             | 52,4           | 82             | 4º in Midwest Division | Sconfitto al primo round dagli Spurs (0-3)                    |
| 1992-93  | Philadelphia 76ers | 19             | 37             | 33,9           | 56             | -                      | -                                                             |
|          | Carriera           | 628            | 529            | 54,3           | 1157           |                        |                                                               |

## Palmarès

### Club
- Campionato ABA: 1

Oakland Oaks: 1969

### Individuale
- NCAA AP All-America Second Team (1961)
- All-ABA Team: 2

First Team: 1968
Second Team: 1969
- ABA All-Star Game: 3

1968, 1969, 1970
- Maggior numero di punti totali in stagione ABA: (1967-1968)
- Trentottesimo miglior marcatore di sempre ABA
- Quindicesimo miglior marcatore di sempre per numero di punti segnati nei Playoff ABA
- Quarantatreesimo migliore rimbalzista di sempre ABA
- Trentaseiesimo per numero di assist di sempre ABA
- ABA All-Time Team

### Allenatore
- NBA Coach of the Year Award (1988)